# La Guardia (gemeente)
La Guardia is een gemeente (municipio) in de Boliviaanse provincie Andrés Ibáñez in het departement Santa Cruz. De gemeente telt naar schatting 151.081 inwoners (2018). De hoofdplaats is La Guardia.